# Paul van Vianen
 (novembre 2012).
Si vous disposez d'ouvrages ou d'articles de référence ou si vous connaissez des sites web de qualité traitant du thème abordé ici, merci de compléter l'article en donnant les références utiles à sa vérifiabilité et en les liant à la section « Notes et références ».
Paul van Vianen (en néerlandais Paulus van Vianen) est un orfèvre né à Utrecht vers 1570-1572 et mort à Prague en 1613.

## Biographie
Né dans une famille d'orfèvres, il apprit d'abord son métier dans l'atelier des van Leydenberch.
Après de nombreux voyages dans les années 1590, il est devenu orfèvre à Munich pour les ducs de Bavière puis à Salzbourg pour l'Archevêché. En 1603, il devient orfèvre à Prague à la cour de Rodolphe II.
À Salzbourg et à Prague, il exécuta de nombreux dessins à la plume représentant des paysages ou des scènes mythologiques.
Ses œuvres sont exposées dans de nombreux musées nationaux.